# Neal Smith
Pour les articles homonymes, voir Neal Edward Smith et Smith.
Neal Smith (né le 23 septembre 1947 à Akron (Ohio)) est un musicien américain.  Il fut le batteur du groupe Alice Cooper, de 1967 à 1974. Il a joué sur les premiers albums du groupe. de Pretties for You en 1969 à Muscle of Love en 1973. L'album studio Greatest Hits  du groupe original est sorti en 1974. En 2018, l'album Live from the Astroturf enregistré en 2015 est sorti, mettant en vedette quatre des membres originaux du groupe interprétant huit de leurs chansons à succès, avec le guitariste du groupe solo de longue date d'Alice Cooper et son ami Ryan Roxie jouant la guitare solo, avec le guitariste rythmique du groupe original Michael Bruce, en remplacement du guitariste soliste du groupe original Glen Buxton, décédé en 1997 d'une pneumonie trois semaines avant son 50e anniversaire.
En 2011, Smith a été intronisé au Rock and Roll Hall of Fame, dans la catégorie « Performer », en tant que membre du groupe original d'Alice Cooper.

## Biographie
Smith est diplômé en 1965 de la Camelback High School de Phoenix, tandis que trois des membres de son groupe Alice Cooper sont diplômés de la Cortez High School et un de la North High School. Smith parle de son lycée dans la chanson "Alma Mater" chantée par Alice Cooper. La partie de batterie de Neal Smith sur la chanson titre de Billion Dollar Babies est considérée comme l'une des plus originales et dynamiques parmi les musiciens et les fans du groupe.
Billion Dollar Babies était également le nom du groupe fondé par les anciens musiciens du groupe Alice Cooper Michael Bruce, Dennis Dunaway et Neal Smith avec Bob Dolin et Mike Marconi après leur séparation d'Alice Cooper en 1974. Ce groupe a été mêlé à un procès pour l'usage du nom. Ils n'ont sorti qu'un seul album, Battle Axe de 1977, avant de se séparer.
Smith vend des biens immobiliers en Nouvelle-Angleterre depuis le début des années 1980. Il est également toujours actif dans la musique et s'est produit avec Alice Cooper lors d'un spectacle en 1998. En 1999, il sort son premier album solo, Platinum God, enregistré en 1975. Il est également batteur/percussionniste et auteur-compositeur pour Bouchard, Dunaway & Smith (BDS), composé de Neal Smith, de l'ancien bassiste de Blue Öyster Cult Joe Bouchard et du bassiste original d'Alice Cooper, Dennis Dunaway. Le groupe a co-écrit des chansons avec Ian Hunter. BDS a sorti deux albums : Back From Hell en 2001 et BDS Live In Paris en 2003. Smith a également sorti deux albums sous le nom de groupe Cinematik, avec le guitariste Robert Mitchell et le bassiste Peter Catucci, produits par Rob Fraboni. Cinematik a un son world-beat lâche et chargé de jams, par opposition au son rock plus classique de BDS.
Smith a également enregistré avec Buck Dharma de Blue Öyster Cult (Flat Out, 1982), Plasmatics (Beyond the Valley of 1984, 1981) et Deadringer (Electrocution of the Heart, 1989). Neal a joué sur le CD Midnight Daydream de Bruce Cameron avec un casting de stars composé de Jack Bruce, Buddy Miles, Billy Cox, Mitch Mitchell, Harvy Dalton Arnold et Ken Hensley. Neal Smith a également un projet de rock industriel appelé Killsmith. La deuxième sortie de Killsmith en cours, c'est en fait le premier membre du groupe Alice Cooper original à avoir un projet de matériel original publié après l'intronisation du groupe au Rock 'n' Roll Hall of Fame.
Le 1er juillet 2010, en parlant de l'album Welcome 2 My Nightmare, Alice Cooper a déclaré dans une interview à Radio Metal : « Nous allons mettre certaines des avoir des musiciens originaux dessus et ajouter de nouveaux aussi, je suis très heureux de travailler avec Bob (Ezrin) à nouveau." Les musiciens qui sont apparus sur l'album comprenaient Rob Zombie, Vince Gill, Steven Hunter et Dick Wagner. Smith, Dennis Dunaway et Michael Bruce ont joué sur 3 chansons de l'album, et Smith a co-écrit la chanson "I'll Bite Your Face Off".
En 2015, Smith a joué de la batterie sur la reprise des Hollywood Vampires de "School's Out / Another Brick in the Wall part 2" sur l'album Hollywood Vampires.
Il a figuré sur deux titres de l'album 2021 de Cooper, Detroit Stories.

## Discographie

### Solo
- Platinum God (1999)
- Cinematik (2001)
- Cinematik: One Full Moon Away (2002)
- Killsmith: Sexual Savior (2008)
- Killsmith Two (2011)
- Killsmith & The Greenfire Empire (2014)

### Alice Cooper Group
- 1969 - Pretties for You
- 1970 - Easy Action
- 1971 - Love It to Death
- 1971 - Killer
- 1972 - School's Out
- 1973 - Billion Dollar Babies
- 1973 - Muscle of Love
- 1992 - '1969 Live at the Whisky A Go-Go

### Billion Dollar Babies
- 1977 - Battle Axe

### Alice Cooper
- 2011 - Welcome 2 My Nightmare
- 2017 - Paranormal
- 2021 - Detroit Stories

Avec Plasmatics
- Beyond the Valley of 1984 (1981)

Avec Buck Dharma
- Flat Out (1982)

Avec Deadringer
- Electrocution of the Heart (1989)

Avec Ant-Bee
- Lunar Muzik (1997)

Avec Bruce Cameron
- Midnight Daydream (1999)

Avec Bouchard, Dunaway & Smith
- Back From Hell (2001)
- BDS Live in Paris (2003)

Avec Hollywood Vampires
- Hollywood Vampires (2015)